# Љубо Бенчић
Љубо Бенчић (Стари град Хвар, 2. јануар 1905 — Загреб, 24. фебруар 1992) је био југословенски фудбалер и тренер.

## Биографија
Са 16 година, 1921. је повремено наступао за први тим Хајдука, а већ 1923. године је био најбољи стрелац своје екипе са 43 постигнута гола. Свој 100. наступ у дресу сплитског тима је одиграо 1925. године, а 1930. је постигао 300. погодак за своју екипу. У Хајдуку је провео читаву своју каријеру и укупно је одиграо 353 званичне утакмице на којима је био стрелац 355 голова. На Хајдуковој вечитој листи стрелаца се налази на трећем месту иза Франа Матошића са 729 и Леа Лемешића са 445 голова. Два пута је освајао првенство 1927. и 1929, а 1928. је био најбољи стрелац првенства са осам постигнутих голова на пет утакмица. Због теже повреде колена, подвргнут је 1933. године хируршкој интервенцији у Трсту, али након повреде није успео да се врати у пређашњу форму па је 1935. завршио своју играчку каријеру.
Уз једну утакмицу за Б репрезентацију 1927. године одиграо је и пет утакмица за најбољу репрезентацију на којима је три пута био стрелац. Дебитовао је 28. септембра 1924. против Чехословачке у Загребу, када су репрезентацију сачињавало 10 играча Хајдука, сви сем голмана. Од репрезентације се опростио 28. октобра 1927. против Чехословачке 1-7, у Прагу, на којој је постигао једини гол за Југославију.
У два наврата је био тренер Хајдука. Први пут од 1939. до почетка Другог светског рата. Током рата је водио и Хајдук-НОВЈ, а затим је поново након рата сео на клупу Хајдука. У Загреб се преселио 1945. где је био тренер Милиционера, а затим је 1957. заједно са Бернардом Вукасом отишао у Болоњу где је прво био тренер прве а затим и омладинске екипе тог клуба. Када се вратио у Југославију био је тренер Трешњевке, а касније и Задра.

## Трофеји

### Хајдук Сплит
- Првенство (2): 1927. и 1929.